# Бабина Греда
Бабина Ґреда (хорв. Babina Greda) — населений пункт та община у Вуковарсько-Сремській жупанії Хорватії.

## Населення
Населення общини за даними перепису 2011 року становило 3 572 осіб. 
Динаміка чисельності населення общини:

## Клімат
Середня річна температура становить 11,17°C, середня максимальна – 25,51°C, а середня мінімальна – -5,86°C. Середня річна кількість опадів – 731 мм.
| Клімат поселення                              | Клімат поселення | Клімат поселення | Клімат поселення | Клімат поселення | Клімат поселення | Клімат поселення | Клімат поселення | Клімат поселення | Клімат поселення | Клімат поселення | Клімат поселення | Клімат поселення | Клімат поселення |
| Показник                                      | Січ.             | Лют.             | Бер.             | Квіт.            | Трав.            | Черв.            | Лип.             | Серп.            | Вер.             | Жовт.            | Лист.            | Груд.            |                  |
| Середній максимум, °C                         | 6,13             | 8,21             | 12,82            | 17,36            | 22,48            | 25,51            | 25,40            | 24,97            | 21,01            | 15,56            | 9,67             | 5,67             |                  |
| Середня температура, °C                       | 0,14             | 2,20             | 6,82             | 11,40            | 16,49            | 19,50            | 21,23            | 20,84            | 16,88            | 11,40            | 5,50             | 1,54             |                  |
| Середній мінімум, °C                          | −5,86            | −3,74            | 0,86             | 5,40             | 10,49            | 13,50            | 17,11            | 16,71            | 12,74            | 7,30             | 1,40             | −2,59            |                  |
| Норма опадів, мм                              | 47               | 44               | 45               | 55               | 66               | 94               | 71               | 64               | 54               | 63               | 70               | 58               |                  |
| Середньомісячна швидкість вітру, м/с          | 1.90             | 2.19             | 2.50             | 2.40             | 2.11             | 2.00             | 2.00             | 1.80             | 1.72             | 1.80             | 1.90             | 1.98             |                  |
| Середньомісячна сонячна радіація, кДж/м²·день | 4394             | 7064             | 11041            | 15484            | 19330            | 21232            | 22338            | 20580            | 15132            | 9453             | 4936             | 3635             |                  |
| --------------------------------------------- | ---------------- | ---------------- | ---------------- | ---------------- | ---------------- | ---------------- | ---------------- | ---------------- | ---------------- | ---------------- | ---------------- | ---------------- | ---------------- |
| Джерело:                                      |                  |                  |                  |                  |                  |                  |                  |                  |                  |                  |                  |                  |                  |